# Victor Gold
Victor Gold (29 de junho 1922 - 29 de setembro 1985) foi um químico que trabalhou na faculdade do King's College de Londres. Gold foi eleito membro da Royal Society em 1972.
Nascido em Viena, filho de advogado Oscar Gold e de sua primeira esposa Emmy Kopperl. Ele foi criado principalmente por sua mãe. Ele se juntou ao King's College de Londres em 1945, tendo anteriormente sido filiado à University College London, e tornou-se professor na King's College de Londres em 1971.
Sua especialidade era a físico-química orgânica. A sua investigação era focada sobre a cinética das reacções químicas orgânicas. Ele criou a série de publicações Advances in Physical Organic Chemistry em 1963 e a editou por muitos anos.
Gold também participou da elaboração da primeira edição do livro Compendium of Chemical Terminology